# Alternaria chlamydospora
Alternaria chlamydospora är en svampart som beskrevs av Mouch. 1973. Alternaria chlamydospora ingår i släktet Alternaria och familjen Pleosporaceae.   Inga underarter finns listade i Catalogue of Life.